# Thelepogon elegans
Thelepogon elegans är en gräsart som beskrevs av Albrecht Wilhelm Roth. Thelepogon elegans ingår i släktet Thelepogon och familjen gräs. Inga underarter finns listade i Catalogue of Life.